# Дача Третьякова
Дача Третьякова (также Дача Третьяковых) — особняк начала XX века в посёлке Семеиз в Крыму, спроектированный и построенный под руководством владельца Третьякова Н. П..

## Дача Третьякова
9 октября 1903 года мещане из Мещевска Калужской губернии Николай Петрович Третьяков с супругой Екатериной Фёдоровной приобрели у владельца Нового Симеиза И. С. Мальцова дачный участок № 45 в западной части Нового Симеиза площадью 401 квадратную сажень (примерно 18 соток). Время окончания строительства здания пока не установлено. Известно, что на 1911 год трёхэтажная дача на 14 комнат «с содержанием пансиона» уже действовала. Часть комнат занимали хозяева. 1 января 1919 года Третьяковы продают усадьбу Петру Петровичу Магнушевскому.

## После революции
16 декабря 1920 года приказом председателя Революционного комитета Крыма были изъяты «из частного владения как разных ведомств, так и частных лиц все имения Южного 

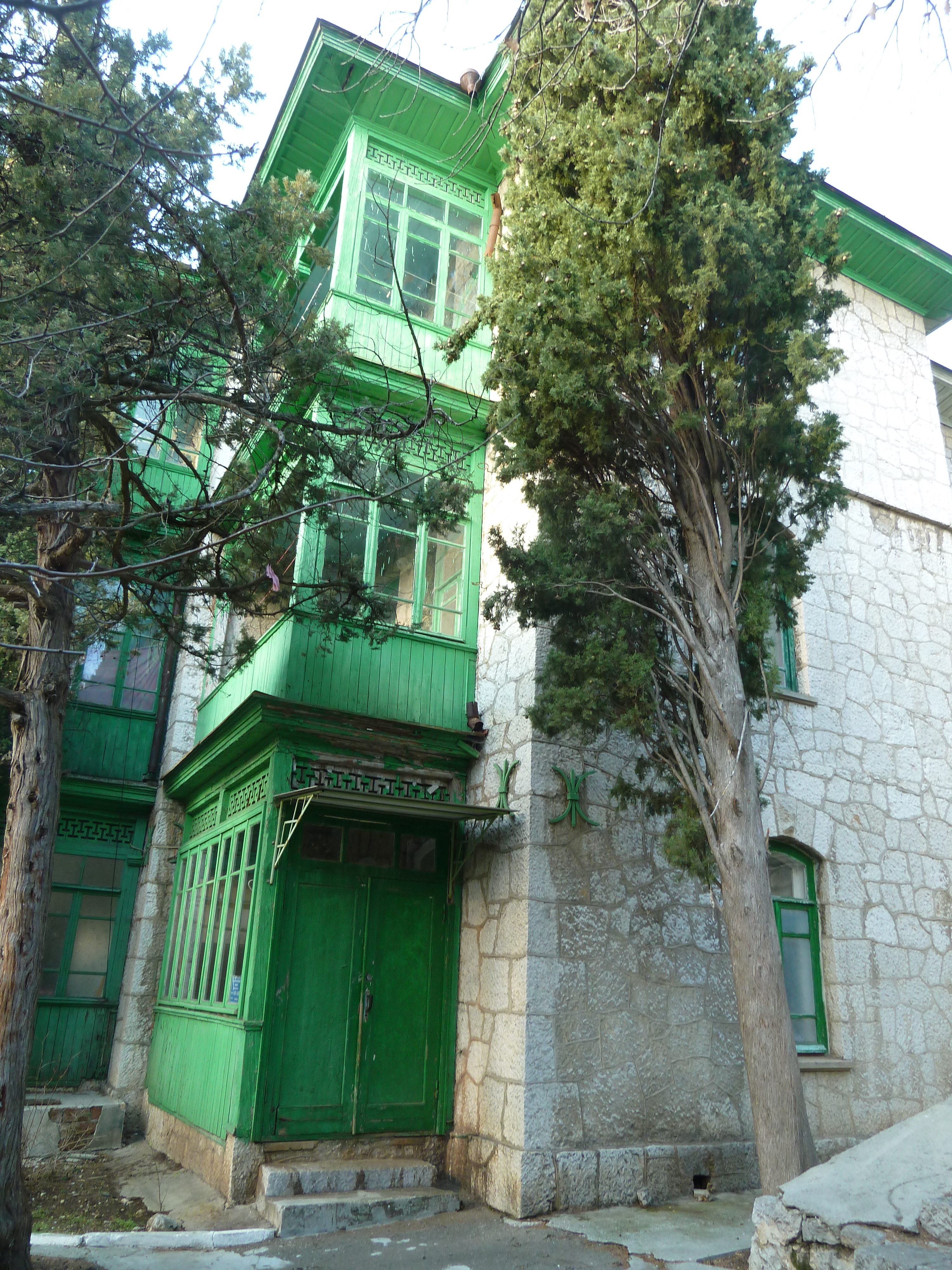
Современный вид

берега Крыма в районе от Судака до Севастополя включительно» и передавались в ведение специально созданного Управления Южсовхоза. В 1925 году бывшую дачу Третьякова включили, как 5-й корпус, в состав санатория «Красный маяк», в коем состоянии здание пребывало до недавнего времени.
Решением Ялтинского городского исполнительного комитета № 64 от 24 января 1992 года «Дача Паршиной В. Д.» объявлена памятником архитектуры. В апреле 2021 года в министерство культуры Республики Крым поступило заявление, предлагающее включить в единый государственный реестр объектов культурного наследия «садово-парковую зону с группой исторических дач, входивших до недавнего времени в санаторий „Красный маяк“ как единый усадебно-парковый ансамбль», в том числе и дачу Третьякова. 17 сентября 2021 года опубликован приказ министерства культуры Республики Крым «Об утверждении границ территории и режимов использования земель…» объекта культурного наследия регионального значения "Проект приказа Министерства культуры Республики Крым «Об утверждении границ территории и режимов использования земель в границах территории объекта культурного наследия регионального значения „Дача Н. И. Третьякова, начало XX века“, расположенного по адресу: Республика Крым, городской округ Ялта, пгт Симеиз, ул. Красномаякская, 3, литер „Б“». К настоящему времени южный фасад дачи частично видоизменён, в целом особняк находится в довольно хорошем состоянии.